# Не было печали (фильм)
«Не было печали» — советский художественный фильм, снятый в 1982 году.

## Сюжет
Сорокалетнего преуспевающего врача Вадима Петровича Потапова (Леонид Куравлёв) всё ещё опекает мать (Татьяна Пельтцер), мечтающая когда-нибудь подыскать ему идеальную невесту. В их размеренную и устоявшуюся жизнь неожиданно врывается маленькая и очень непосредственная пятилетняя девочка — дочь Вадима (Екатерина Хорова), о существовании которой не знала ни мать Вадима, ни сам новоявленный отец…

## В ролях
- Леонид Куравлёв — Вадим Петрович Потапов, сорокалетний холостяк, директор медицинского НИИ
- Татьяна Пельтцер — Юлия Дмитриевна, мать Потапова
- Екатерина Хорова — Сашенька, пятилетняя внебрачная дочь Потапова
- Ольга Остроумова — Евгения, бывшая однокурсница Потапова
- Елена Соловей — Алла Николаевна, коллега Потапова в НИИ
- Олег Вавилов — Борис Иванович Бобков, брат Ляли, матери Сашеньки
- Елизавета Никищихина — мама Вовика
- Вадим Захарченко — дежурный капитан милиции в ОВД
- Юрий Назаров — Сергей Серебров, бывший однокурсник Потапова
- Мария Виноградова — соседка по подъезду
- Вера Бурлакова — лифтёрша в подъезде
- Валера Саитов — Вовик, мальчик на детской площадке
- Катя Куслиева — Саша, девочка в магазине
- Валентина Хмара — мама девочки в магазине
- Ольга Токарева — секретарь Потапова